# Zasłonak śluzakowaty
Zasłonak śluzakowaty (Cortinarius mucifluus Fr.) – gatunek grzybów należący do rodziny zasłonakowatych (Cortinariaceae).

## Systematyka i nazewnictwo
Pozycja w klasyfikacji według Index Fungorum: Cortinarius, Cortinariaceae, Agaricales, Agaricomycetidae, Agaricomycetes, Agaricomycotina, Basidiomycota, Fungi.
Po raz pierwszy opisał go Elias Fries w 1838 r. Brak typu nomenklatorycznego. Synonimy:
- Cortinarius mucifluus subsp. pinicola (P.D. Orton) Melot 1989
- Cortinarius mucifluus var. pinicola (P.D. Orton) Blanco-Dios 2018
- Cortinarius pinicola P.D. Orton 1960
- Gomphos mucifluus (Fr.) Kuntze 1891
- Myxacium mucifluum (Fr.) Wünsche 1877
- Myxopholis mucifluum (Fr.) Locq. 1979

Stanisław Domański w 1955 r. podał polską nazwę zasłonak modry, Andrzej Nespiak w 1975 r. zmienił ją na zasłonaka śluzakowatego.

## Morfologia
Kapelusz
Średnica 2–7 (9) cm, początkowo półkulisty, potem płaski z wklęsłym środkiem. Powierzchnia brązowa, oliwkowobrązowa, orzechowobrązowa, później o barwie skóry. Brzeg prześwitujący, żłobiony, w młodości lepki i ślisko-tłusty.
Blaszki
Lekko zbiegające, z międzyblaszkami. Początkowo ochrowobrązowe, gliniaste, jasnobrązowe, potem cynamonowobrązowe.
Trzon
Biały, z niebieskofioletowym połyskiem, szybko zanikającymi resztkami osłony, lepki, ślisko-tłusty, miękki.
Cechy mikroskopowe
Zarodniki rdzawobrązowe 10–11 × 6 µm.

## Występowanie i siedlisko
Znane jest występowanie Cortinarius mucifluus w Ameryce Północnej (USA i Kanada), Europie i Rosji. Władysław Wojewoda w 2003 r. przytoczył 10 jego stanowisk w Polsce. Bardziej aktualne stanowiska podaje internetowy atlas grzybów. Znajduje się w nim na liście gatunków rzadkich i wartych objęcia ochroną.
Naziemny grzyb mykoryzowy. Występuje w lasach liściastych i mieszanych, pod bukami, wśród opadłych liści. Owocniki zazwyczaj od lipca do października. Według innych źródeł występuje w lasach iglastych, zwłaszcza pod sosnami i świerkami.